# Brigada de Infantería Ligera «San Marcial» V
La Brigada de Infantería Ligera «San Marcial» V fue una brigada del Ejército de Tierra de España, dependiente del también desaparecido Mando de Fuerzas Ligeras y con guarnición en el País Vasco. La Brigada «San Marcial»fue disuelta el 1 de enero de 2016 como consecuencia de la reorganización de las Fuerzas Armadas por Orden Ministerial 8/2015 de 22 de enero de 2015, pero los batallones de infantería que la componen han quedado encuadrados en Brigadas Orgánicas Polivalentes de la División «San Marcial».

## Historial
La Brigada «San Marcial» fue heredera del nombre, historial y tradiciones del Regimiento «San Marcial». El Regimiento «San Marcial» fue inicialmente creado como el Regimiento de Cazadores Voluntarios de la Corona n.º 4 el 20 de febrero de 1795, durante la Guerra del Rosellón. El regimiento se distinguió en la Batalla de Trafalgar en 1805, donde se ganó las anclas que figuran en su emblema. También se distinguió en la Batalla de San Marcial, en las últimas etapas de la Guerra de la Independencia, en la que el Cuarto Ejército español derrotó a un ejército francés. Por ese motivo el regimiento fue renombrado «San Marcial» en 1815.
El origen inmediato de la brigada como gran unidad fue la creación de la División «Somosierra» en 1944, encuadrada en el Cuerpo de Ejército de Navarra. En 1965 la división fue transformada en la Brigada de Infantería de Defensa Operativa del Territorio VI, con cuartel general en Vitoria. En 1985 la brigada se transforma en la Brigada de Infantería Motorizada LII, encuadrada en la División de Montaña «Navarra» n.º 5, y en 1996 pasa a ser la Brigada de Infantería Ligera «San Marcial» V, una de las tres brigadas de infantería movilizables de las Fuerzas Movilizables de Defensa. En 2006 la brigada pasa a depender del Mando de Fuerzas Ligeras, y en 2008 pierde sus unidades de apoyo al combate y logístico, encuadrando desde entonces únicamente dos regimientos de infantería.

### Participación en operaciones internacionales
La brigada ha participado en múltiples misiones internacionales durante su existencia, incluyendo misiones en Bosnia y Herzegovina, Kosovo, Irak, Banda Aceh (Indonesia), Líbano y Afganistán.

## Unidades
Su composición hasta 2016 fue, y el destino de sus unidades ha sido:
- Cuartel General
- Regimiento de Infantería Ligera «Garellano» n.º 45: que ha pasado a depender de la Brigada «Guzmán el Bueno» X.
  -  Batallón de Infantería Ligera «Guipúzcoa» III/45: se ha convertido en un batallón de infantería motorizada, con una compañía preparada para el combate en montaña.
  -  Batallón de Infantería Ligera «Flandes» IV/45: se ha trasladado a Zaragoza e incorporado en el Regimiento Acorazado «Pavía» n.º 4 de la Brigada «Aragón» I, como batallón de carros de combate.
- Regimiento de Infantería Ligera «Tercio Viejo de Sicilia» n.º 67: ha pasado a depender de la Brigada «Extremadura» XI.
  -  Batallón de Infantería Ligera «Legazpi» I/67: se ha convertido en un batallón de infantería motorizada, con una compañía preparada para el combate en montaña.

## Despliegue

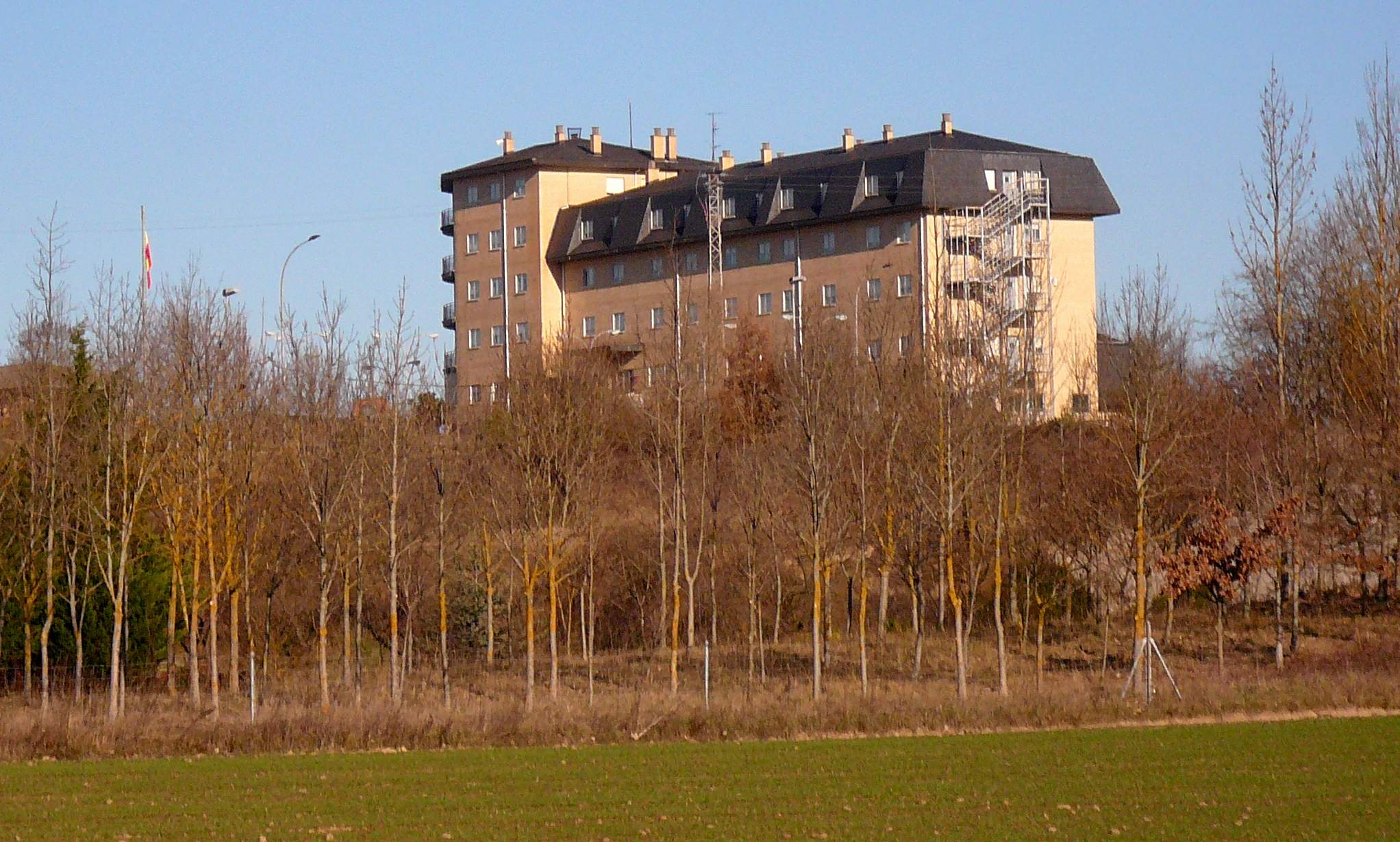
Imagen de la Base Militar de Araca

Las unidades de la brigada se alojaron en acuartelamientos de la Cuarta Subinspección General del Ejército (Noroeste) en las tres provincias vascas: el Cuartel General de la brigada y el batallón «Flandes» en la Base Militar de Araca en Vitoria, Álava; la Plana Mayor del regimiento «Garellano» y el batallón «Guipúzcoa» en el Acuartelamiento Soyeche, en Munguía, Vizcaya; y el regimiento «Tercio Viejo de Sicilia» en el Cuartel de Loyola en San Sebastián, Guipúzcoa.